# Peru-Chilitrog

De Peru-Chilitrog ligt tussen het paarse en het lichtblauwe gebied

De Peru-Chilitrog, ook wel de Atacamatrog, is een trog van max. 8.065 meter diep. De trog ligt in het oosten van de Stille Oceaan, aan de kust van Chili en Peru. De Atacamatrog is ontstaan door de subductie van de Nazcaplaat onder de Zuid-Amerikaanse plaat. Hier schuift langzaam de oceaanbodem onder het Amerikaanse continent Zuid-Amerika. Hier branden kleine stukjes oceaanbodem weg in de lava. Hierdoor ontstaan de heuvels aan de westkust van Chili en Peru.